# Бороздин, Илья Николаевич
Илья Николаевич Бороздин (23 октября (4 ноября) 1883 года, Ярославль — 13 октября 1959 года, Воронеж) — российский советский учёный, историк-востоковед, этнограф, педагог, профессор (1947), литературный критик, член Союза писателей.

## Биография
Дворянского происхождения.
Его младшая сестра Тамара, в замужестве Бороздина-Козьмина, вышла замуж за Б. П. Козьмина.
Окончил историко-филологический факультет Московского университета (1907), где учился под руководством профессора П. Г. Виноградова. Свою первую работу опубликовал в 1903 году будучи студентом. Тогда же он посетил Грецию и Италию.
С 1909 года — член-корреспондент, с 1911 года — действительный член Русского археологического общества, секретарь Археографической комиссии Московского археологического общества. С 1913 года — секретарь Московского археологического общества.
Участник IX Международного конгресса по первобытной археологии во Франции в 1914 году.
С 1915 года — член Таврической ученой архивной комиссии (ТУАК). До 1917 года преподавал историю в Московском народном университете Шанявского. С того же года — профессор Военно-хозяйственной академии РККА.
Один из руководящих деятелей «нового востоковедения», представлял в нëм умеренное крыло, настаивавшее на необходимости взаимодействия с учёными старой школы и использования всех достижений досоветской «буржуазной» науки.
С 1921 года — председатель историко-этнологического отделения и член Президиума Всесоюзной научной ассоциации востоковедения при ЦИК СССР. Руководил раскопками в Старом Крыму на Мечети хана Узбека совместно с крымско-татарскиим учёными Османом Акчокраклы и Усейном Боданинским.
С 1922 года — действительный член Общества археологии, истории и этнографии при Казанском университете.
Был членом редколлегии, активнейшим автором и рецензентом журнала «Новый Восток», а также серии книг «Восток в борьбе за независимость». Заведовал отделением Советского Востока Музейно-выставочного комплекса.
Член Всесоюзной научной ассоциации востоковедов. Заместитель председателя археологической комиссии московской секции Российской Академии истории материальной культуры.
С 1924 года — председатель этнологической подсекции Бюро Съездов Госплана СССР. В том же году вместе с А. С. Башкировым осуществил поездку в Крым, где обследовали Гераклейский полуостров. Член совета старейшин клуба Московского дома учёных (1924).

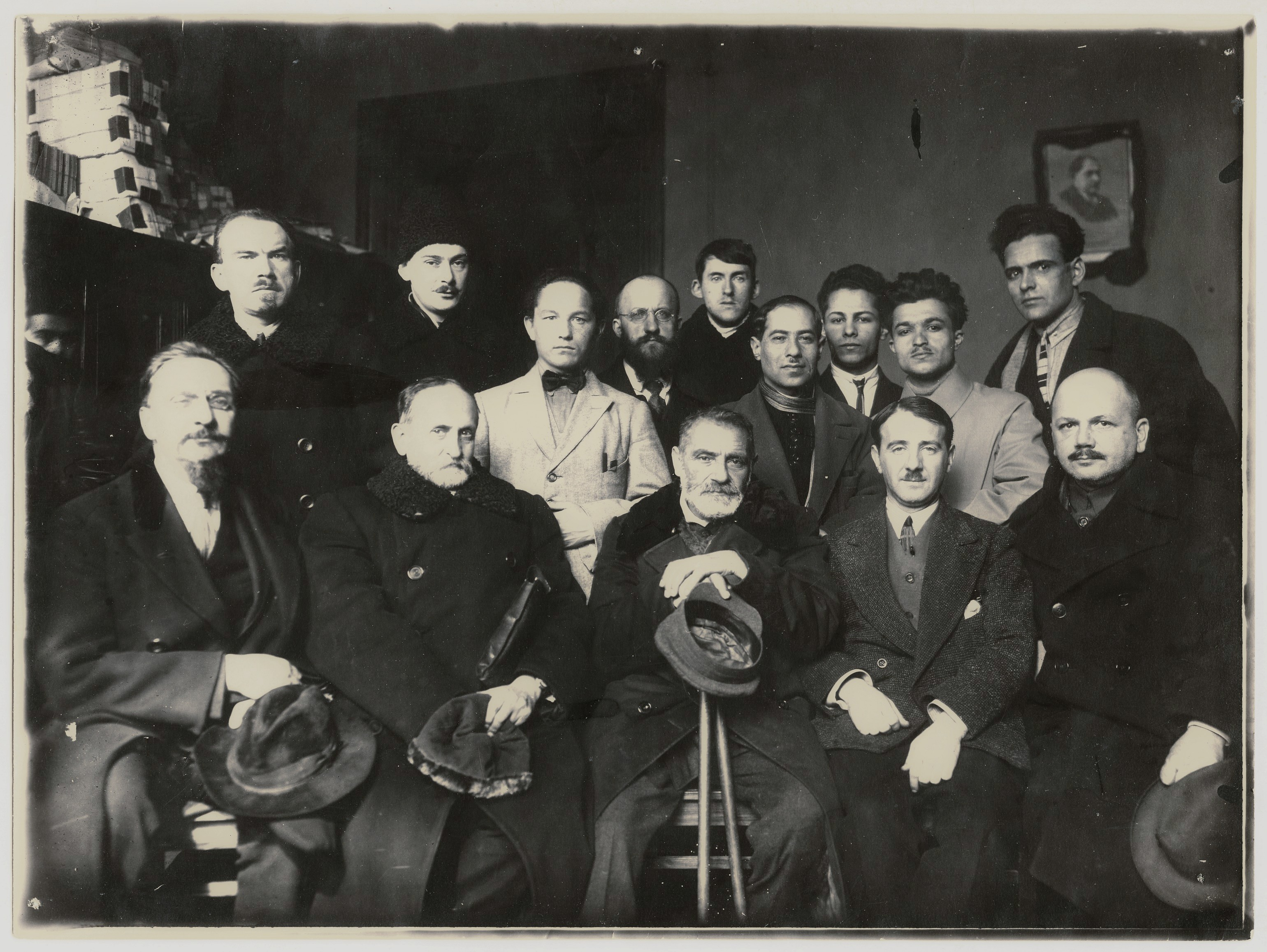
И. Н. Бороздин (сидит 1-й слева) среди участников Первого Всесоюзного тюркологического съезда (Баку, 1926 г.)

В 1928 году был торжественно отмечен его юбилей.
Преподавал в Институте востоковедения в Москве. Заведующий кафедрой древней истории Московского педагогического института им. А. С. Бубнова (ныне Московский педагогический государственный университет).
В феврале 1935 года арестован, обвинён в участии в контрреволюционной националистической группе. В сентябре по распоряжению ОСО на 3 года сослан в Алма-Ату (Казахстан). Находясь в ссылке, был преподавателем в Алма-Атинском педагогическом институте.
В ночь с 17 на 18 ноября 1937 года вновь был арестован и уже 1 декабря осуждён на 10 лет. Отбывал заключение на Дальнем Востоке, недалеко от озера Хасан. Досрочно освобождён в 1943 году, приехал в Ашхабад, где в эвакуации находилась его сестра с мужем, преподавал там в педагогическом институте, где заведовал кафедрой всеобщей истории.
С 1947 года — профессор. С 1949 по 1959 год — заведующий кафедрой всеобщей истории Воронежского университета.
Реабилитирован в 1955 году.
Умер в 1959 году. Похоронен в Москве на территории Донского монастыря.

### Награды
Награждён медалью «За доблестный труд в Великой Отечественной войне 1941—1945 гг.».

## Личная жизнь
- Жена — Полина Андреевна, урождённая Дашкова (14 октября 1921 — 13 июня 2017), кандидат филологических наук (1955), доцент (1960), декан филологического факультета Воронежского университета (1966—1970), специалист по творчеству А. Н. Толстого, автор учебника по национальным литературам народов СССР.

## Научная деятельность
И. Н. Бороздин — востоковед-историк широкого профиля, главным образом, историк Крыма. Круг его научных интересов составляли история и историография всеобщей истории, археология, литературоведение, история международных отношений.
В 1915 году вышло его учебное пособие «Древний мир. Восток» в соавторстве с классиком русского востоковедения Б. А. Тураевым, а в 1918 — аналогичное издание — «Древний мир на Юге России» в соавторстве с Б. В. Фармаковским.
Сотрудничал в журналах «Вестник Европы», «Былое», «Гермес», и др.
Неоднократно бывал в Татарской АССР, где изучал местные культурно-исторические и этнографические коллекции.
Один из основателей и почетный член «Общества татароведения» при Акцентре ТатНКП. С 1925 года руководил экспедицией по изучению татарской культуры в Крыму, снаряженной Крымским ЦИК и Крымским СНК совместно с ВНАВ, экспедиция вела одновременно как этнографическую, так и археологическую работу.
Его учеником был Владимир Васильевич Гусев.

## Научные труды
Автор более 400 публикаций.
Написал несколько работ и рецензий по социальной и экономической истории Запада и России в русских и иностранных журналах:
- Очерки по истории социального движения во Франции XIX века (СПб., 1906).
- К вопросу о феодализме в России («Записки Московского Арх. Института», т. VII).
- Древний мир. Восток. М., 1915 (совм. с Б. А. Тураевым).
- Столица Золотой Орды // 30 дней. 1917. № 1. С. 59—61;
- Античная культура на юге России. М., 1918.
- Рецензия на кн. Бартольд В. В. Ислам. Пг., 1918 // НВ. 1922. № 2. С. 700—701.
- Рецензия на кн. Бартольд В. В. История Туркестана. Ташкент, 1922 // Восток. 1923. Кн. 3. С. 178—179.
- Хеттские законы // НВ. 1923. № 4. С. 291—302.
- Музейная и археологическая работа в Крыму: (Из личных впечатлений) // Там же. С. 496—498.
- Изучение Востока в современной России // Колониальный Восток. М., 1924. С. 324—353.
- Об изучении восточных культур СССР // НВ. 1924. № 6. С. 329—335.
- Проблема научных экспедиций на Востоке // Там же. 1925. № 8/9. С. 244—253.
- Археология и социология: (К изучению древних культур юга СССР) // Там же. 1926. № 12. С. 202—213.
- Солхат. М., 1926.
- Древние культуры Востока в свете новейших археологических открытий // Народный учитель. 1926. № 6. С. 45—52.
- Новейшие открытия в области татарской культуры // Всесоюзный Тюркологический съезд, 1926. С. 33—38.
- Новые данные по Золотоордынской культуре в Крыму. М., 1927 (то же: НВ. № 16/17. С. 256—274).
- Баку, его прошлое и настоящее // Хочу все знать. 1927. № 92. С. 524—526.
- Изучение культур Советского Востока // НВ. 1927. № 19. С. XLVIII—LX.
- Современная Крымская республика // Там же. С. 99—120.
- Из Отузской старины: (Надгробие шейха Якуба из Конии 729 г. хиджры) // ИТОИАЭ. 1927. Т. 1. С. 24—26.
- Два мусульманских памятника в Отузах // Труды секции археологии РАНИОН. 1928. Т. 4. С. 90—92.
- В Горной Ингушетии // НВ. 1928. № 20/21. С. 309—323.
- (Бороздін I.) Проблеми вивчення матеріальноi культури тюркських народів СССР // СС. 1928. № 2. С. 159—165.
- Страна научных загадок // Вечерняя Москва. 1928. 7 мая.
- Из области татарской культуры // НВ. 1929. № 25. С. 185—200.
- Новейшие научные открытия в Афганистане // Там же. № 26/27. С. 200—209.
- Предисловие // Фабер К. По великим путям Востока: (От Босфора до Инда) / Сокр. пер. М. и Н. Горбунковых. М.; Л., 1931.
- К изучению сельджукизма в Туркмении: (Памяти акад. В. В. Бартольда) // Изв. Туркм ФАН СССР. 1945. № 3/4. С. 50—54.
- К изучению древней истории Туркмении // ВДИ. 1946. № 4. С. 159—164.
- Академик Б. А. Тураев и русская наука // ВИ. 1947. № 11. С. 80—84 и др.